# Sphagnum schwabeanum
Sphagnum schwabeanum là một loài rêu trong họ Sphagnaceae. Loài này được H.K.G. Paul mô tả khoa học đầu tiên năm 1939.